# Pierre Durand (1955)
Pierre Durand (Saint-Seurin-sur-l'Isle, 16 de febrero de 1955) es un jinete francés que compitió en la modalidad de salto ecuestre; campeón olímpico en Seúl 1988, campeón mundial y campeón europeo.

## Trayectoria
Participó en dos Juegos Olímpicos de Verano, con el caballo Jappeloup de Luze, obteniendo dos medallas en Seúl 1988, oro en la prueba individual y bronce por equipos (junto con Hubert Bourdy, Frédéric Cottier y Michel Robert), y el sexto lugar en Los Ángeles 1984, por equipos.
Ganó dos medallas en el Campeonato Mundial de Saltos Ecuestres, oro en 1990 y bronce en 1986, y tres medallas en el Campeonato Europeo de Saltos Ecuestres, en los años 1987 y 1989.
En 1989 fue nombrado caballero de la Orden de la Legión de Honor. Entre 1993 y 1998 fue presidente de la Federación Ecuestre Francesa y de 2008 a 2014 fue presidente del Consejo de Administración del INSEP.
Su historia olímpica fue llevada al cine en 2013 en la película francesa Jappeloup. De Padre a Hijo, siendo interpretado su papel por el actor Guillaume Canet.

## Palmarés internacional
| Juegos Olímpicos   | Juegos Olímpicos        | Juegos Olímpicos  | Juegos Olímpicos |
| Año                | Lugar                   | Medalla           | Categoría        |
| ------------------ | ----------------------- | ----------------- | ---------------- |
| 1988               | Seúl (Corea del Sur)    | Medalla de oro    | Individual       |
| 1988               | Seúl (Corea del Sur)    | Medalla de bronce | Por equipos      |
| Campeonato Mundial |                         |                   |                  |
| Año                | Lugar                   | Medalla           | Categoría        |
| 1986               | Aquisgrán (RFA)         | Medalla de bronce | Por equipos      |
| 1990               | Estocolmo (Suecia)      | Medalla de oro    | Por equipos      |
| Campeonato Europeo |                         |                   |                  |
| Año                | Lugar                   | Medalla           | Categoría        |
| 1987               | San Galo (Suiza)        | Medalla de oro    | Individual       |
| 1987               | San Galo (Suiza)        | Medalla de plata  | Por equipos      |
| 1989               | Róterdam (Países Bajos) | Medalla de plata  | Por equipos      |